# Arborioris

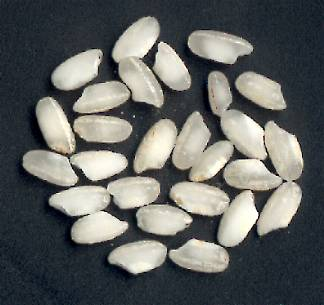
Arborioriskorn

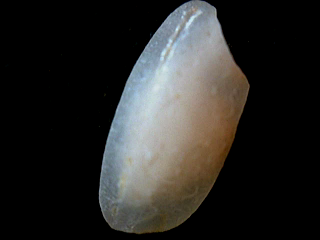
Ett macrofoto av ett Arborioriskorn.

Arborioris är ett italienskt rundkornigt ris. Riset är namngivet efter staden Arborio, i Poslätten, där det växer. När riset är tillagat är kornen fasta, krämiga och sega, detta tack vare att den har högt innehåll av stärkelsen amylopektin. Riskornet används för att göra risotto, även om Carnaroli, Maratelli och Vialone Nano också kan användas för rätten. Arborioris används även för att göra risgrynsgröt. Arborioriset är en variant av den japanska risgruppen Oryza sativa.